# Ferdinand I của Thánh chế La Mã
Ferdinand I (tiếng Tây Ban Nha: Fernando I) (sinh ngày 10 tháng 3 năm 1503 tại Alcála de Henares (gần Madrid), Vương quốc Castilla – 25 tháng 7, 1564 tại Praha, Bohemia nay là Tiệp Khắc) là một quốc vương thuộc dòng họ Habsburg ở Trung Âu. Ông là con trai của Felipe I của Castila và Juana I của Castilla.
Ông thừa kế các lãnh thổ Habsburg ở Áo từ anh trai Karl V của Thánh chế La Mã (cũng là vua Tây Ban Nha). Từ năm 1521-1564 ông là Đại vương công của Áo. Sau cái chết của người em vợ là vua Lajos II của Hungary, Ferdinand trở thành vua Bohemia và Hungary-Croatia (1526-1564). Khi từ ngôi năm 1556, Karl truyền ngôi Hoàng đế La Mã Thần thánh cho Ferdinand, trong khi Karl truyền Đế quốc Tây Ban Nha, Naples, Sicilia, Milan, Hà Lan và Franche-Comté cho con là Felipe II.
Khẩu hiệu của vị hoàng đế này là Fiat justitia et pereat mundus, có nghĩa là "Hãy để công lý được thực hiện, mặc dù thế giới bị diệt vong"

## Cuộc đời
Ferdinand sinh ra tại Alcalá de Henares, Tây Ban Nha, là con trai thứ hai của Nữ vương Juana I của Castilla từ Vương tộc Trastámara (bản thân là con gái của Nữ vương Isabel I của Castilla và Ferrando II của Aragón) và Đại vương công Áo Philipp của Nhà Habsburg, người thừa kế của Maximilian I. Ferdinand đã chia sẻ phong tục, văn hóa, tên tuổi và thậm chí là sinh nhật của ông với ông ngoại Ferrando II của Aragon. Ông sinh ra, lớn lên và giáo dục ở Tây Ban Nha, và không học tiếng Đức khi còn trẻ.
Vào mùa hè năm 1518, Ferdinand được gửi đến Flanders sau khi anh trai Karl đến Tây Ban Nha với tư cách là vua Carlos I mới được bổ nhiệm vào mùa thu trước. Ferdinand trở lại chỉ huy hạm đội của anh trai mình nhưng trên đường gặp bão và mất bốn ngày ở Kinsale, Ireland trước khi đến đích. Với cái chết của ông nội Maximilian I và sự kế vị của anh trai 19 tuổi hiện tại của ông, Karl V, với danh hiệu Hoàng đế La Mã thần thánh vào năm 1519, Ferdinand được giao cho chính phủ của vùng đất cha truyền con nối Áo, gần như là nước Áo ngày nay và Slovenia. Ông là Đại vương công Áo từ năm 1521 đến 1564. Mặc dù ông ủng hộ anh trai mình, Ferdinand cũng tìm cách củng cố công quốc của chính mình. Bằng cách áp dụng ngôn ngữ và văn hóa Đức vào cuối đời, ông cũng trở nên thân thiết với các hoàng tử lãnh thổ Đức.
Sau cái chết của anh rể Louis II, Ferdinand trị vì là Vua của Bohemia và Hungary (1526-1564). Ferdinand cũng từng là phó tướng của anh trai mình trong Đế chế La Mã thần thánh trong nhiều lần vắng mặt của anh trai, và năm 1531 được bầu làm Vua của người La Mã, biến ông trở thành người thừa kế của Karl trong đế chế. Karl thoái vị năm 1556 và Ferdinand chấp nhận danh hiệu "Hoàng đế được bầu", thông qua tuyển cử của Nghị viện Đế chế diễn ra vào năm 1558, trong khi vùng đất Tây Ban Nha, Napoli, Sicilia, Milano, Hà Lan và Franche-Comté về tay Philipp, con trai của Karl.

## Con cái
Vào ngày 26 tháng 5 năm 1521 tại Linz, Áo, Ferdinand kết hôn với Anna của Bohemia và Hungary (1503-1547), con gái của Vladislav II của Bohemia và Anne de Foix. Họ có mười lăm người con, trừ hai người thì tất cả đã đến tuổi trưởng thành:
| Tên                               | Sinh                | Mất                     | Ghi chú                                                                                            |
| --------------------------------- | ------------------- | ----------------------- | -------------------------------------------------------------------------------------------------- |
| Elisabeth                         | 9 tháng 7 năm 1526  | 15 tháng 6 năm 1545     | Kết hôn với Zygmunt II của Ba Lan.                                                                 |
| Maximilian II của Thánh chế La Mã | 31 tháng 7 năm 1527 | 12 tháng 10 năm 1576    | Kết hôn với người anh em họ đầu tiên María của Tây Ban Nha và có con cái.                          |
| Anna                              | 7 tháng 7 năm 1528  | 16/17 tháng 10 năm 1590 | Married to Albrecht V xứ Bavaria.                                                                  |
| Ferdinand II, Archduke of Austria | 14 tháng 6 năm 1529 | 24 tháng 1 năm 1595     | Married to Philippine Welser and then to his niece (daughter of Eleanor) Anne Juliana Gonzaga.     |
| Maria                             | 15 tháng 5 năm 1531 | 11 tháng 12 năm 1581    | Married to Wilhelm, Duke of Jülich-Cleves-Berg.                                                    |
| Magdalena                         | 14 tháng 8 năm 1532 | 10 tháng 9 năm 1590     | A nun.                                                                                             |
| Catherine                         | 15 tháng 9 năm 1533 | 28 tháng 2 năm 1572     | Married to Francesco III Gonzaga, Duke of Mantua and then to King Zygmunt II của Ba Lan of Poland. |
| Eleanor                           | 2 tháng 11 năm 1534 | 5 tháng 8 năm 1594      | Married to William I, Duke of Mantua.                                                              |
| Margaret                          | 16 tháng 2 năm 1536 | 12 tháng 3 năm 1567     | A nun.                                                                                             |
| John                              | 10 tháng 4 năm 1538 | 20 tháng 3 năm 1539     | Died in childhood.                                                                                 |
| Barbara                           | 30 tháng 4 năm 1539 | 19 tháng 9 năm 1572     | Married to Alfonso II, Duke of Ferrara and Modena.                                                 |
| Charles II, Archduke of Austria   | 3 tháng 6 năm 1540  | 10 tháng 7 năm 1590     | Father of Ferdinand II của Thánh chế La Mã.                                                        |
| Ursula                            | 24 tháng 7 năm 1541 | 30 tháng 4 năm 1543     | Died in childhood                                                                                  |
| Helena                            | 7 tháng 1 năm 1543  | 5 tháng 3 năm 1574      | A nun.                                                                                             |
| Johanna                           | 24 tháng 1 năm 1547 | 10 tháng 4 năm 1578     | Kết hôn với Francesco I de' Medici                                                                 |

## Tổ tiên
|  |                                       |  |  |  |  |  |  |  |  | 8. Friedrich III của Thánh chế La Mã |  |  |  |
|  |                                       |  |  |  |  |  |  |  |  |                                      |  |  |  |
|  |                                       |  |  |  |  |  |  |  |  |                                      |  |  |  |
|  |                                       |  |  |  |  |  |  |  |  |                                      |  |  |  |
|  | 4. Maximilian I của Thánh chế La Mã   |  |  |  |  |  |  |  |  |                                      |  |  |  |
|  |                                       |  |  |  |  |  |  |  |  |                                      |  |  |  |
|  |                                       |  |  |  |  |  |  |  |  |                                      |  |  |  |
|  |                                       |  |  |  |  |  |  |  |  |                                      |  |  |  |
|  | 9. Leonor của Bồ Đào Nha              |  |  |  |  |  |  |  |  |                                      |  |  |  |
|  |                                       |  |  |  |  |  |  |  |  |                                      |  |  |  |
|  |                                       |  |  |  |  |  |  |  |  |                                      |  |  |  |
|  |                                       |  |  |  |  |  |  |  |  |                                      |  |  |  |
|  | 2. Philipp của Áo                     |  |  |  |  |  |  |  |  |                                      |  |  |  |
|  |                                       |  |  |  |  |  |  |  |  |                                      |  |  |  |
|  |                                       |  |  |  |  |  |  |  |  |                                      |  |  |  |
|  |                                       |  |  |  |  |  |  |  |  |                                      |  |  |  |
|  | 10. Charles I, Công tước xứ Bourgogne |  |  |  |  |  |  |  |  |                                      |  |  |  |
|  |                                       |  |  |  |  |  |  |  |  |                                      |  |  |  |
|  |                                       |  |  |  |  |  |  |  |  |                                      |  |  |  |
|  |                                       |  |  |  |  |  |  |  |  |                                      |  |  |  |
|  | 5. Marie I xứ Bourgogne               |  |  |  |  |  |  |  |  |                                      |  |  |  |
|  |                                       |  |  |  |  |  |  |  |  |                                      |  |  |  |
|  |                                       |  |  |  |  |  |  |  |  |                                      |  |  |  |
|  |                                       |  |  |  |  |  |  |  |  |                                      |  |  |  |
|  | 11. Isabelle xứ Bourbon               |  |  |  |  |  |  |  |  |                                      |  |  |  |
|  |                                       |  |  |  |  |  |  |  |  |                                      |  |  |  |
|  |                                       |  |  |  |  |  |  |  |  |                                      |  |  |  |
|  |                                       |  |  |  |  |  |  |  |  |                                      |  |  |  |
|  | 1. Ferdinand I của Thánh chế La Mã    |  |  |  |  |  |  |  |  |                                      |  |  |  |
|  |                                       |  |  |  |  |  |  |  |  |                                      |  |  |  |
|  |                                       |  |  |  |  |  |  |  |  |                                      |  |  |  |
|  |                                       |  |  |  |  |  |  |  |  |                                      |  |  |  |
|  | 12. Chuan II của Aragón               |  |  |  |  |  |  |  |  |                                      |  |  |  |
|  |                                       |  |  |  |  |  |  |  |  |                                      |  |  |  |
|  |                                       |  |  |  |  |  |  |  |  |                                      |  |  |  |
|  |                                       |  |  |  |  |  |  |  |  |                                      |  |  |  |
|  | 6. Ferrando II của Aragón             |  |  |  |  |  |  |  |  |                                      |  |  |  |
|  |                                       |  |  |  |  |  |  |  |  |                                      |  |  |  |
|  |                                       |  |  |  |  |  |  |  |  |                                      |  |  |  |
|  |                                       |  |  |  |  |  |  |  |  |                                      |  |  |  |
|  | 13. Juana Enriquez                    |  |  |  |  |  |  |  |  |                                      |  |  |  |
|  |                                       |  |  |  |  |  |  |  |  |                                      |  |  |  |
|  |                                       |  |  |  |  |  |  |  |  |                                      |  |  |  |
|  |                                       |  |  |  |  |  |  |  |  |                                      |  |  |  |
|  | 3. Juana I của Castilla               |  |  |  |  |  |  |  |  |                                      |  |  |  |
|  |                                       |  |  |  |  |  |  |  |  |                                      |  |  |  |
|  |                                       |  |  |  |  |  |  |  |  |                                      |  |  |  |
|  |                                       |  |  |  |  |  |  |  |  |                                      |  |  |  |
|  | 14. Juan II của Castilla              |  |  |  |  |  |  |  |  |                                      |  |  |  |
|  |                                       |  |  |  |  |  |  |  |  |                                      |  |  |  |
|  |                                       |  |  |  |  |  |  |  |  |                                      |  |  |  |
|  |                                       |  |  |  |  |  |  |  |  |                                      |  |  |  |
|  | 7. Isabel I của Castilla              |  |  |  |  |  |  |  |  |                                      |  |  |  |
|  |                                       |  |  |  |  |  |  |  |  |                                      |  |  |  |
|  |                                       |  |  |  |  |  |  |  |  |                                      |  |  |  |
|  |                                       |  |  |  |  |  |  |  |  |                                      |  |  |  |
|  | 15. Isabel của Bồ Đào Nha (≠ 21)      |  |  |  |  |  |  |  |  |                                      |  |  |  |
|  |                                       |  |  |  |  |  |  |  |  |                                      |  |  |  |
|  |                                       |  |  |  |  |  |  |  |  |                                      |  |  |  |